# Frontera entre Georgia y Rusia
La frontera entre Georgia y Rusia es el lindero internacional de 723 kilómetros que separa los territorios de Georgia y Rusia, en el Cáucaso. Las secciones de la frontera que corresponden a Osetia del Sur y Abjasia no se encuentran de facto bajo control de las autoridades georgianas desde la declaración de la independencia de estas dos repúblicas.
Va desde la costa oriental del mar Negro hasta la triple frontera entre ambos estados y Azerbaiyán, y sigue de cerca la frontera convencional entre Europa y Asia. Las principales cumbres a lo largo de esta son el Pico Shota Rustaveli, Dzhangi-Tau, Shkhara, Dzhimara, Kazbek y Tebulosmta.

## Historia
Los reinos georgianos de Kartli-Kajetia e Imericia comenzaron a caer dentro de la esfera de interés de la expansión del Imperio ruso a principios del siglo XVIII, después del tratado ruso con Osetia del Norte-Alania y la construcción de Vladikavkaz como puesto de avanzada en 1784. Se inició la construcción de la carretera militar georgiana en 1799, siguiendo lo dispuesto en el tratado de Georgievsk. Kartli-Kajetia e Imericia fueron absorbidos por el Imperio ruso en 1801 y 1818, respectivamente.
Alejandro I de Rusia ordenó al general Aleksei Petrovich Yermólov, comandante en jefe de las fuerzas rusas en el Cáucaso, mejorar la cobertura de la carretera para facilitar el movimiento y las comunicaciones de tropas. Yermólov anunció la finalización del trabajo en 1817, sin bien el trabajo continuó hasta 1863. En esta etapa había costado 4 millones de libras (una suma sorprendente en la década de 1860), pero según Bryce la carretera en 1876 era de alta calidad, con dos o tres carriles y puentes de hierro sobre los torrentes, lo que consideraba sorprendente, dado que en Rusia, en este momento, los caminos decentes eran prácticamente inexistentes. La carretera militar georgiana jugó un papel importante en el desarrollo económico de Transcaucasia en la guerra ruso-circasiana.
La moderna frontera entre Georgia y Rusia se creó con la proclamación de la República Democrática de Georgia el 8 de junio de 1918. De 1921 a 1991 fue una frontera interna de la Unión Soviética. La frontera cambió durante 1944-1958 para incluir parte de los territorios de los deportados chechenos y karacháis en Georgia (ahora parte de Kabardino-Balkaria), con las ciudades de Teberdá y Karacháyevsk, y las tierras altas de la moderna Chechenia. después de 1958, el límite fue revertido a su estado previo.
Con la independencia de Georgia en 1991, la frontera se convirtió en internacional. Tras el conflicto armado en 2008, Rusia reconoció los territorios ocupados de Georgia como las repúblicas independientes de Osetia del Sur y Abjasia, por lo que la frontera entre Georgia y Rusia, desde el punto de vista ruso, se ha reducido mucho (de 694 a 365 km) y se divide en dos porciones, una occidental entre Abjasia y Osetia del Sur y una oriental entre Osetia del Sur y Azerbaiyán. Desde la perspectiva de Georgia, la frontera no ha cambiado tras el colapso de la Unión Soviética.